# Buch (Weisendorf)
Buch ([buːx] ⓘ) ist ein Gemeindeteil des Marktes Weisendorf im Landkreis Erlangen-Höchstadt (Mittelfranken, Bayern). Buch liegt in der Gemarkung Unterreichenbach.

## Geografie
Durch das Dorf fließt ein namenloser Bach, der zahlreiche Weiher speist und einen Kilometer weiter westlich in den Welkenbach mündet, einen linken Zufluss der Mittleren Aurach. Im Nordwesten grenzt ein Waldgebiet an; dort erhebt sich der Ochsknock (367 m ü. NHN).
Die Kreisstraße ERH 13 verläuft nach Nankendorf zur Staatsstraße 2263 (1,2 km nördlich) bzw. nach Falkendorf zur Staatsstraße 2244 (2,6 km südlich). Gemeindeverbindungsstraßen führen nach Hammerbach zur St 2263 (1,6 km südöstlich) und nach Unterreichenbach (2,1 km südwestlich). Durch den Ort führt der Fränkische Marienweg.

## Geschichte
Der Ort wurde 1348 im Bamberger Urbar als „villula Puech“ erstmals urkundlich erwähnt. Das Hochstift Bamberg übte zu dieser Zeit die Lehnsherrschaft über drei Güter aus. Ab dem 15. Jahrhundert sind Nürnberger Patrizier als Lehensnehmer nachweisbar. Diese stifteten ihren Besitz dem Nürnberger Heilig-Geist-Spital und dem Reichen Almosen.
Gegen Ende des 18. Jahrhunderts gab es in Buch 8 Anwesen. Das Hochgericht übte südlich des Dorfbachs das brandenburg-bayreuthische Fraischvogteiamt Emskirchen-Hagenbüchach aus, nördlich das bambergische Centamt Herzogenaurach. Grundherren waren das bayreuth-bambergische Klosteramt Münchaurach (2 Güter), das Amt Herzogenaurach (3 Höfe), das Spital Herzogenaurach (1 Hof) und die Mendelsche Zwölfbrüderhausstiftung des Nürnberger Landesalmosenamtes (1 Gut). Das Hochgericht über dieses Gut war umstritten. Die Dorf- und Gemeindeherrschaft wurde im Wechsel ganerblich von den Grundherren übernommen. Der Gemeinde gehörte ein Hirtenhaus.
Im Rahmen des Gemeindeedikts wurde Buch dem 1811 gebildeten Steuerdistrikt und der 1813 gegründeten Ruralgemeinde Oberreichenbach zugeordnet. Mit dem Zweiten Gemeindeedikt (1818) wurde es in die neu gegründete Ruralgemeinde Unterreichenbach umgemeindet.
Am 1. Januar 1972 wurde Buch im Zuge der Gebietsreform in Bayern in die Gemeinde Weisendorf eingegliedert.

### Baudenkmäler
- Dorfstraße 14: Fachwerkwohnstallhaus
- An der Straße nach Falkendorf: Zwei Steinkreuze

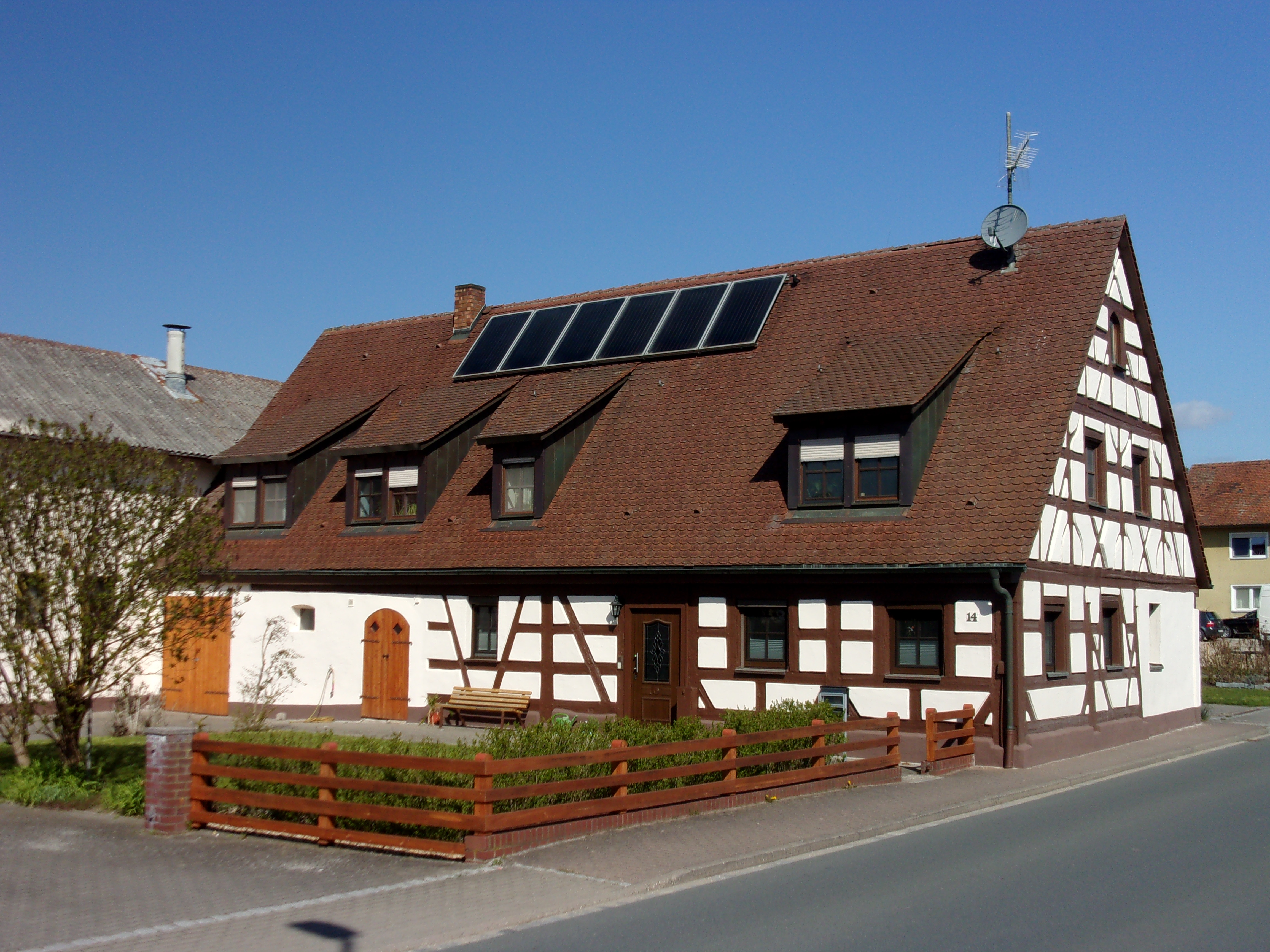
Wohnstallhaus in der Bucher Dorfstraße
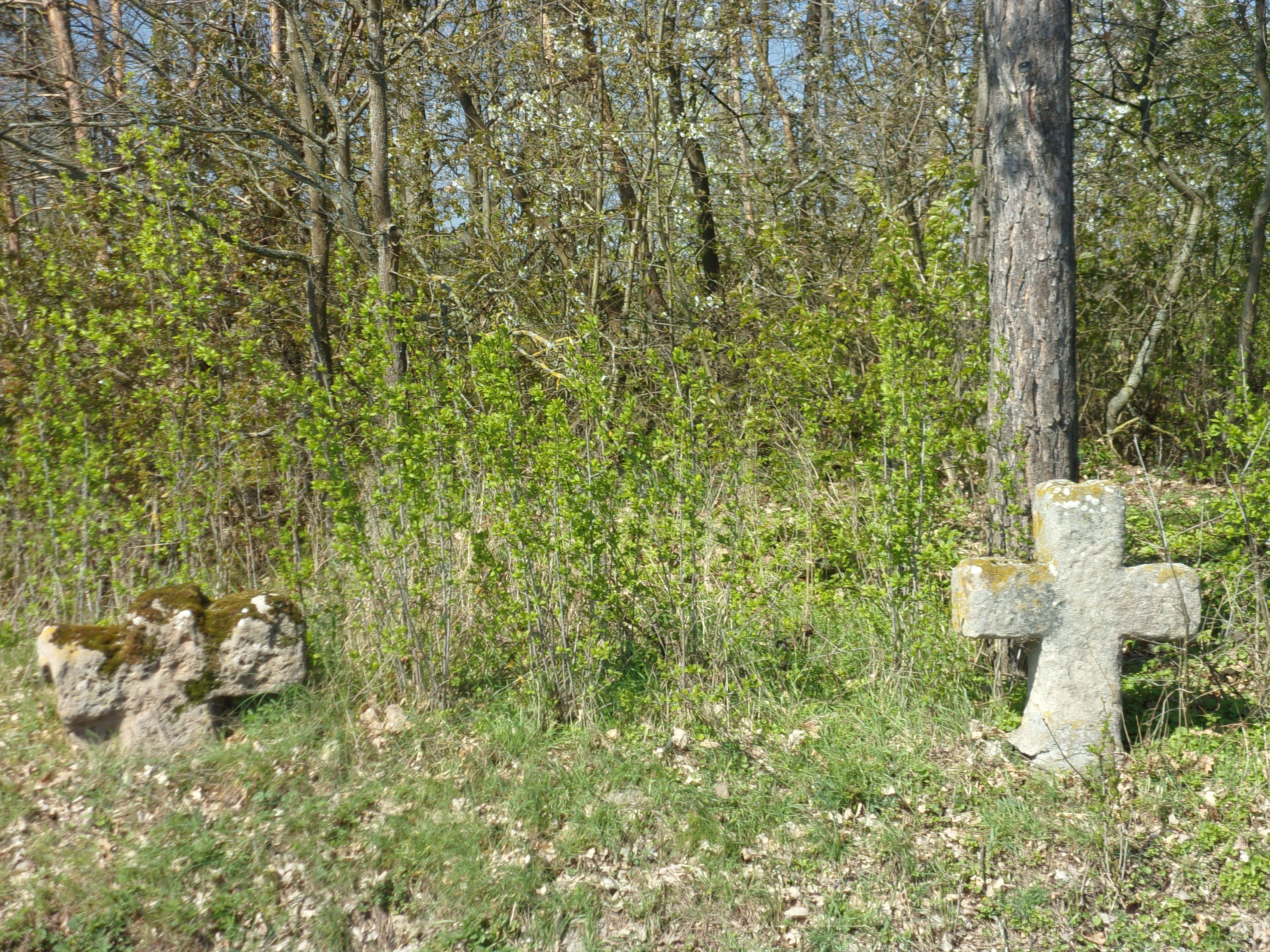
Steinkreuze an der Straße nach Falkendorf

### Einwohnerentwicklung
| Jahr      | 001818 | 001861 | 001871 | 001885 | 001900 | 001925 | 001950 | 001961 | 001970 | 001987 | 002019 |
| Einwohner | 67     | 108    | 102    | 98     | 100    | 102    | 176    | 240    | 270    | 447    | 632    |
| Häuser    | 9      |        |        | 18     | 18     | 19     | 26     | 40     |        | 123    |        |
| Quelle    | [ 9 ]  | [ 10 ] | [ 11 ] | [ 12 ] | [ 13 ] | [ 14 ] | [ 15 ] | [ 16 ] | [ 17 ] | [ 18 ] | [ 1 ]  |

## Religion
Die bambergischen Untertanen waren katholisch und nach St. Magdalena (Herzogenaurach) gepfarrt, die bayreuthischen evangelischen Untertanen in die evangelisch-lutherische Pfarrkirche Weisendorf. 1916 wurde in Weisendorf die katholische Pfarrei St. Josef gegründet.